# Rodowód Piastów śląskich
Rodowód Piastów śląskich – monografia Kazimierza Jasińskiego, poświęcona genealogii Piastów śląskich. Została wydana w trzech tomach w latach: 1973 (I część), 1975 (II) i 1977 (III). Jest to pierwsze pełne omówienie genealogii śląskiej linii Piastów w polskiej literaturze historycznej. Ponownie staraniem wydawnictwa Avalon, dzieło ukazało się drukiem, tym razem w jednym tomie, w 2007 r. (ISBN 978-83-604-4828-1).
Rodowód Piastów śląskich spotkał się z uznaniem historyków polskich i zagranicznych.